# System informacji miejskiej

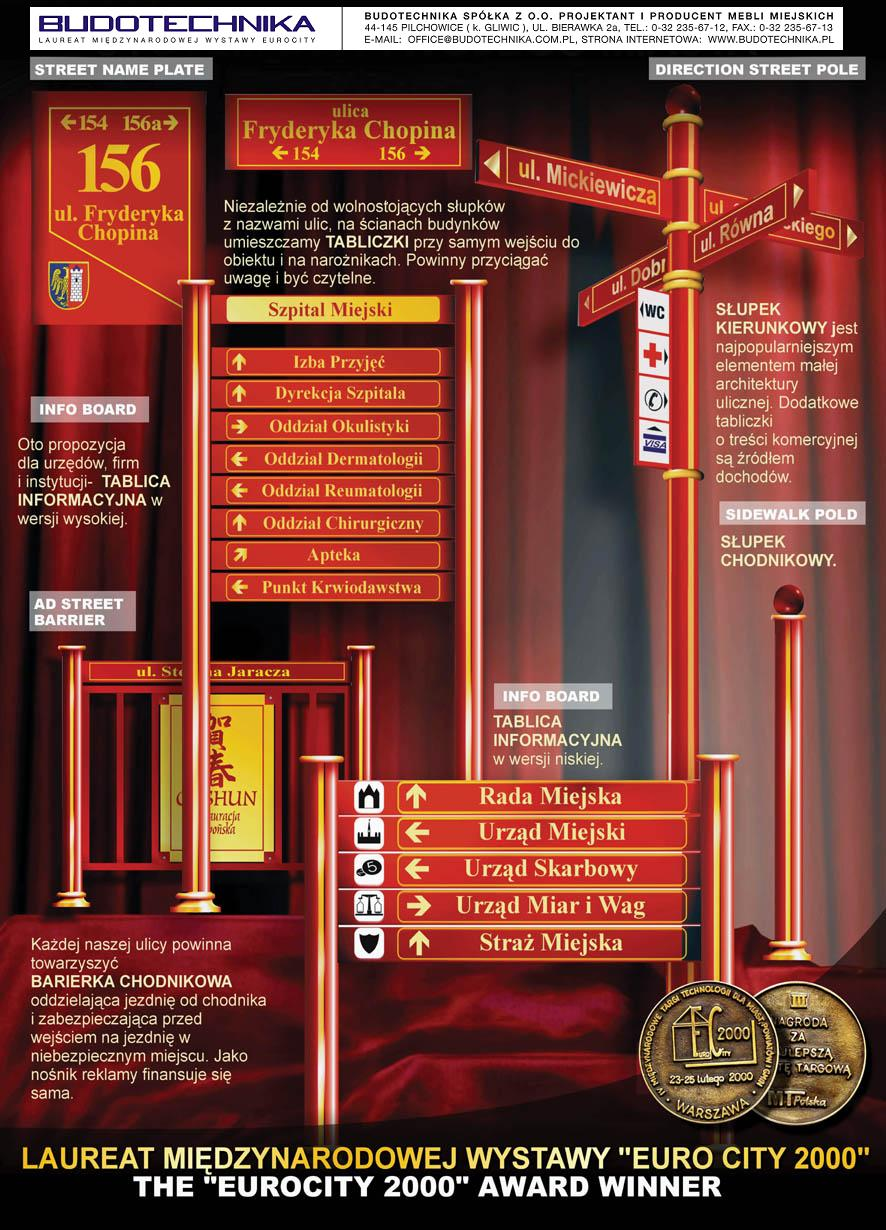
Przykładowy zestaw elementów Systemu Informacji Miejskiej

System informacji miejskiej (SIM) – system jednolitych pod względem wizualnym, architektonicznym i konstrukcyjnym nośników przekazujących informacje o charakterze miejskim.
System informacji miejskiej bywa również zwany miejskim systemem informacji lub systemem informacji lokalnej.

## Funkcje
Zakres treści przekazywanych przez SIM obejmuje między innymi:
- nazwy ulic
- nazwy lokalizacji
- adresy
- kierunkowskazy dla ruchu pieszego
- kierunkowskazy dla ruchu kołowego
- mapy
- plany najbliższej okolicy
- schematy komunikacyjne
- rozkłady jazdy
- informację turystyczną
- informację historyczną

## Cechy dobrego SIM-u

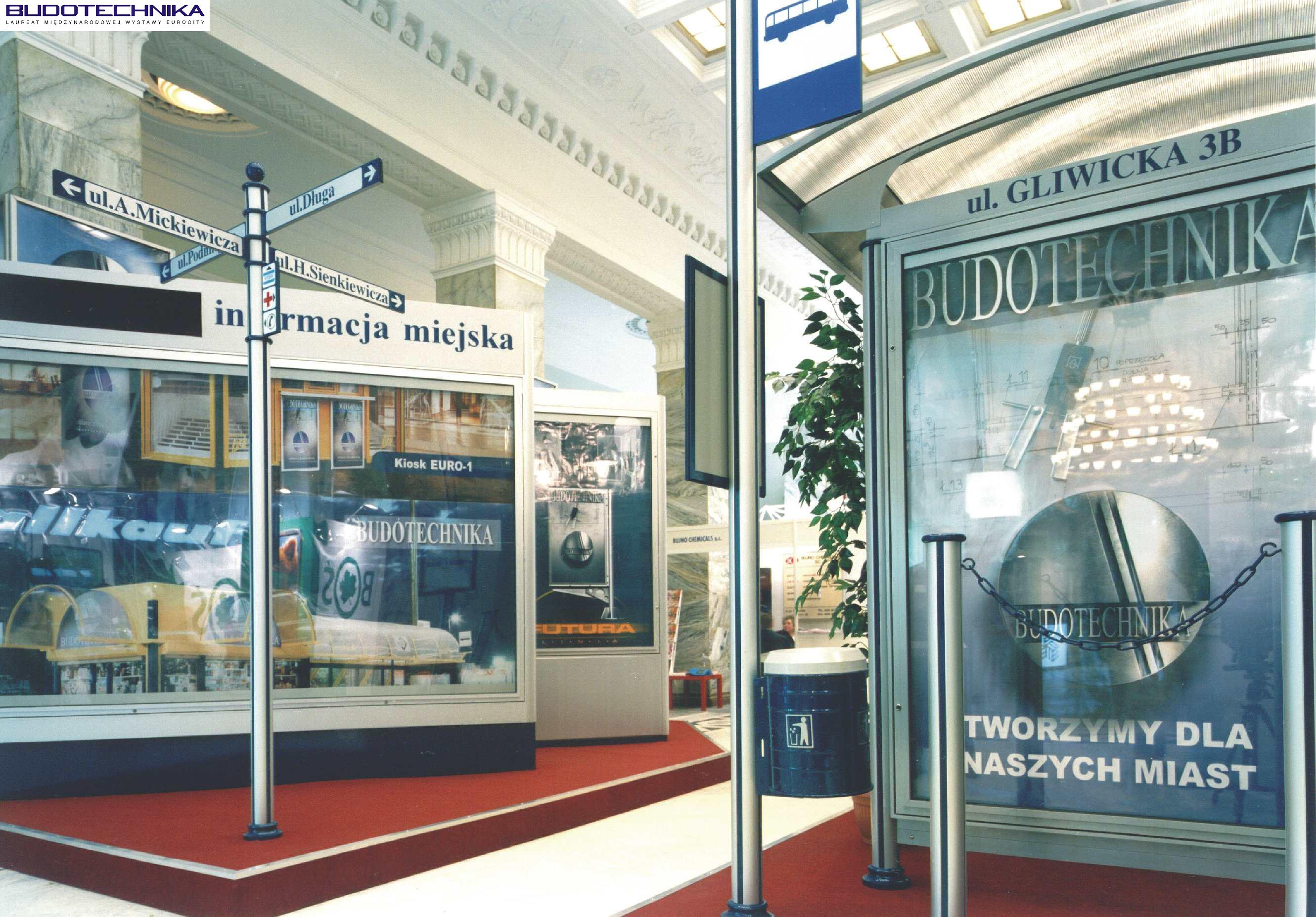
Przykładowy zestaw elementów Systemu Informacji Miejskiej. Wystawa Eurocity

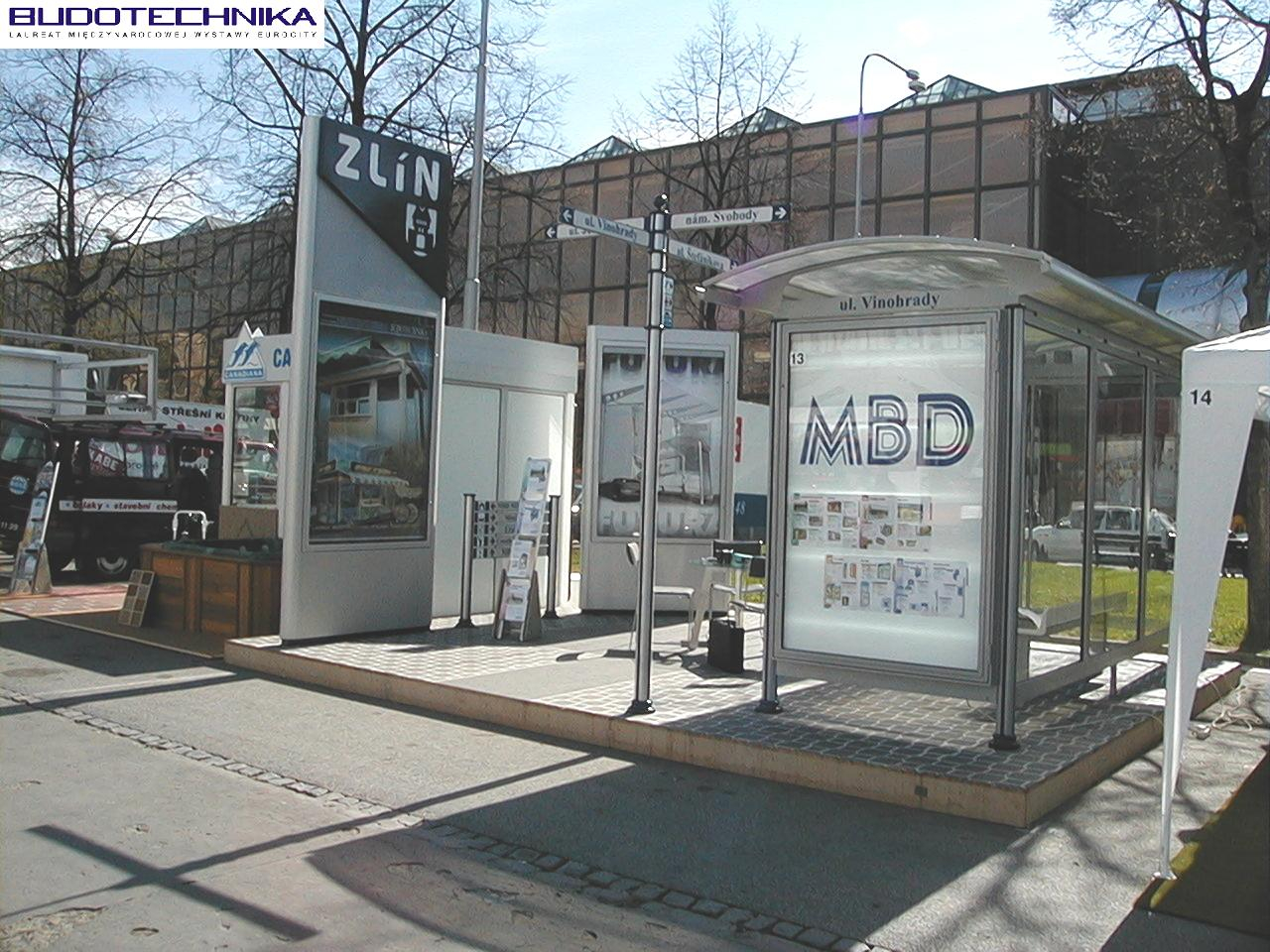
Przykładowy zestaw elementów Systemu Informacji Miejskiej. Wystawa Brno

Jednolitość stosowanych nośników jest najistotniejszą cechą skutecznego SIM-u, gdyż dzięki niej system może stać się łatwo rozpoznawalny i komunikatywny, może wpływać na poprawę miejskiego ładu wizualnego i na jakość przestrzeni publicznej. Bardzo ważną cechą skutecznego SIM-u jest również jego czytelność. Równie duże znaczenie ma dostępność i odpowiednia lokalizacja elementów, kompleksowość przekazywanych informacji i stosowanych nośników oraz spójność systemu z innymi elementami przestrzeni miejskiej oraz z innymi kanałami przekazu informacji miejskiej (na przykład z informacją miejską przekazywaną za pośrednictwem internetu).

## Zastosowanie
Elementy SIM wykorzystywane są nie tylko przez aglomeracje, ale również przez inne obiekty charakteryzujące się rozległym obszarem, na przykład przez duże zakłady przemysłowe. Można zaobserwować tendencję do wykorzystywania Systemu Informacji Miejskiej do nowych (innych niż prosty przekaz informacji miejskiej) funkcji, na przykład do budowy wizerunku miasta czy do wzmacniania tożsamości lokalnej mieszkańców. SIM bywa częstokroć wykorzystywany również jako nośnik treści reklamowych. Rozwiązanie to umożliwia generowanie dochodu przez SIM, a w efekcie całościowe lub częściowe pokrycie kosztów związanych z jego utrzymaniem czy stworzeniem. Ważne jest, aby przekaz reklamowy stanowił dopełnienie kompozycji i nie zakłócał istoty funkcjonowania SIM-u, czyli przekazu treści informacyjnych. W newralgicznych punktach stosuje się czasem strefy informacyjne wolne od przekazu reklamowego.
Nowoczesny SIM powstaje we ścisłej współpracy instytucji miejskich, biur projektowych oraz wyspecjalizowanych projektantów i producentów nośników.
W przyszłości SIM będzie zapewne ściślej powiązany z informacją miejską dostępną w Internecie oraz planerami podróży i systemami pozycjonowania typu GPS.

## Podstawowe elementy tworzące SIM
|                      |                   |                                             |
| Słupek kierunkowy    | Słupek kierunkowy | Słupek kierunkowy z reklamą                 |
|                      |                   |                                             |
| Tablica informacyjna | Pylony            | Gabloty, gablotki, alukliki, tablica, wiata |

- Słupki kierunkowe prezentujące nazwy ulic/lokalizacji lub wskazujące kierunki umiejscowienia obiektów miejskich, obiektów użyteczności publicznej, atrakcji turystycznych, punktów handlowych itp.
- Podświetlane tablice, pylony i gabloty, stanowiące wizualne dominanty otoczenia i wykorzystywane jako węzły, centralne punkty systemu.
Mogą przekazywać dowolną informacje, najczęściej jednak umieszcza się na nich mapy i plany.
Szczególne znaczenie mają przy przekazie informacji na temat komunikacji miejskiej, informacji turystycznej i historycznej.
- Tabliczki z nazwami ulic, numerami budynków, dzielnic itp. montowane na budynkach lub słupach.
- Wolnostojące tablice o charakterze kierunkowym lub informacyjnym.
- Wiaty przystankowe mogące spełniać te same funkcje, co tabliczki z oznaczeniem ulicy/lokalizacji i gabloty prezentujące mapy, plany, schematy komunikacyjne, rozkłady jazdy i inne informacje miejskie.

## Elementy uzupełniające SIM

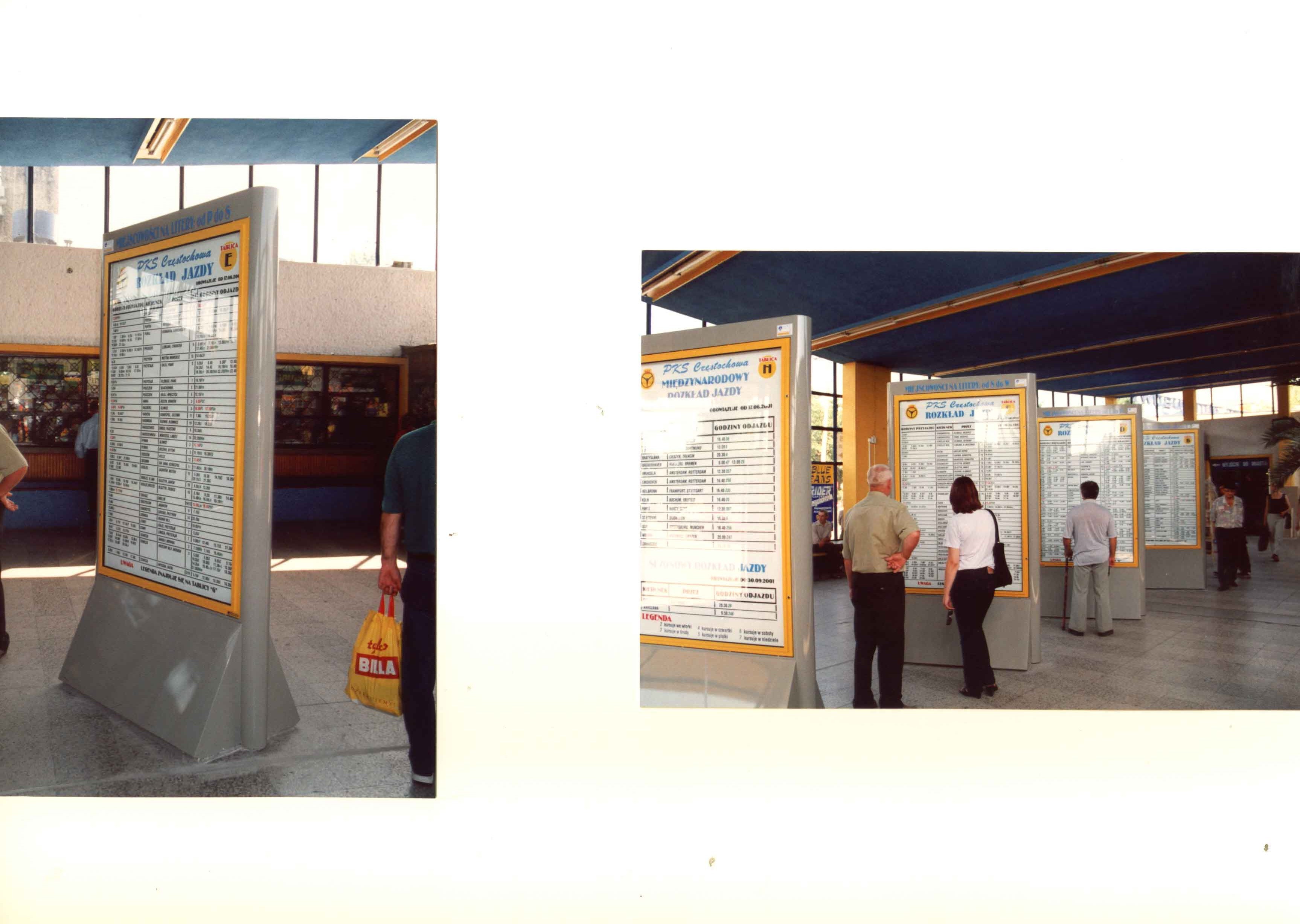
Gabloty wolnostojące wykorzystane do ekspozycji rozkładów jazdy w Częstochowie

Elementy uzupełniające SIM to meble miejskie, które nie muszą być bezpośrednimi nośnikami informacji miejskich, lecz zazwyczaj stanowią wizualne dopełnienie systemu, nadając ulicom jednolity, uporządkowany i spójny charakter.
Mogą to być na przykład:
- słupki chodnikowe
- barierki chodnikowe
- kosze na śmieci
- ławki
- gilotyny reklamowe
- potykacze
- strzemiona parkingowe
- stojaki rowerowe
- osłony na drzewa

## Realizacje na terenie Polski
- Miejski System Informacji (Warszawa)
- Miejski System Informacji w Podkowie Leśnej
- Miejski System Informacji (Bielsko-Biała)
- Miejski System Informacji Turystycznej w Częstochowie
- System Informacji Miasta w Pile
- System Informacji Miejskiej w Łodzi
- System Informacji Miejskiej w Katowicach
- System Informacji Miejskiej w Krakowie
- System Informacji Miejskiej w Gdańsku
- System Informacji Miejskiej w Gdyni
- System Informacji Miejskiej w Poznaniu
- System Informacji Miejskiej w Radomiu
- System Informacji Miejskiej w Szczecinie
- System Informacji Miejskiej w Tarnowie
- System Informacji Miejskiej w Wałbrzychu
- System Informacji Miejskiej we Wrocławiu